# Tháng Chín Đen (Jordan)
Tháng Chín đen (tiếng Ả Rập: أيلول الأسود, phiên âm là Aylūl Al-Aswad) là một xung đột chính trị xảy ra tại Jordan giữa Lực lượng Vũ trang Jordan (JAF) với sự lãnh đạo của Vua Hussein và Tổ chức Giải phóng Palestine (PLO) dưới sự lãnh đạo của cố lãnh tụ Yasser Arafat, ban đầu xảy ra trong giai đoạn từ 16 tháng 9 đến 27 tháng 9 năm 1970, sau đó tiếp tục đến ngày 17 tháng 7 năm 1971.

## Bối cảnh
Sau khi Jordan mất kiểm soát tại Bờ Tây vào năm 1967, những chiến binh của Palestine được biết đến là các fedayeen đã di chuyển các căn cứ quân sự đến Jordan và tăng cường tấn công Isreal và các khu vực có liên quan đến Israel. Một cuộc trả đũa của Israel nhắm vào doanh trại của PLO đặt tại Karameh, một thị trấn của Jordan sát biên giới với Bờ Tây, đã thúc đẩy một cuộc chiến tranh toàn diện. Chiến thắng chung của Jordan và Palestine trong Trận Karameh năm 1968 đã thúc đẩy sự ủng hộ của Thế giới Ả Rập đối với các chiến binh Palestine ở Jordan. PLO đã phát triển sức mạnh tại Jordan và vào đầu năm 1970, nhóm này đã bắt đầu công khai sự lật đổ chế độ quân chủ Hashemite.
Hành động với vai trò một nhà nước trong một nhà nước, các chiến binh Palestine đã coi thường luật và quy định của quốc gia sở tại, và thậm chí còn nỗ lực ám sát vua Hussein đến hai lần. Những nỗ lực đó đã khiến cho các fedayeen chạm trán bạo lực đối với các lực lượng vũ trang của Jordan vào tháng 6 năm 1970. Vua Hussein muốn hất cẳng những chiến binh đến từ Palestine ra khỏi quốc gia của mình, nhưng lại do dự vì ông không muốn nhìn thấy "sự thảm sát những người Palestine". Những hoạt động của PLO tại Jordan đã lên tới cực điểm khi vụ cướp máy bay tại Dawson's Field xảy ra vào ngày 10 tháng 9 năm 1970, khi mà các fedayeen đã cướp ba chiếc máy bay dân sự và đã kiểm soát nơi hạ cánh của chúng tại Zarqa, đồng thời bắt cóc các công dân nước ngoài làm con tin, và sau đó thách thức sức ép của dư luận quốc tế. Hussein coi đó như là cọng rơm cuối cùng trên lưng con lừa và chỉ đạo quân đội của mình.

## Diễn biến
Vào ngày 17 tháng 9, các lực lượng vũ trang Jordan đã bao vây các thành phố với sự xuất hiện của PLO gồm Amman và Irbid và bắt đầu nã pháo vào các fedayeen, những người đã xác định ở trong các trại tị nạn của người Palestine. Ngày hôm sau, lực lượng từ Syria với sự tham gia của Quân Giải phóng Palestine đã bắt đầu tấn công lại Irbid, nơi mà các fedayeen tuyên bố đây là một thành phố "được giải phóng". Vào ngày 22 tháng 9, những người Syria đã rút lui sau khi quân đội Jordan đã ném bom vào các mặt đất hàng không làm cho Syria thiệt hại nặng nề, và sau khi máy bay tiêm kích Lực lượng Phòng không Israel cũng dội bom tấn công quân đội Syria như là sự ủng hộ cho Vua Hussein, kể cả khi họ không có sự hẹn trước. Sức ép được tạo ra bởi các quốc gia Ả Rập đã khiến cho Hussein tạm dừng cuộc chiến.
Vào ngày 13 tháng 10, Hussein ký với Arafat một thỏa thuận để sắt đặt lại sự hiện diện của các fedayeen. Tuy nhiên, tháng 1 năm 1971, các lực lượng vũ trang Jordan tấn công trở lại. Fedayeen đã bị đánh bật khỏi các thành phố, từng thành phố một, và rồi 2000 fedayeen đã đầu hàng sau khi bị bao vây tại một khu rừng tại Ajloun vào ngày 17 tháng 7, đánh dấu sự kết thúc của mâu thuẫn. Jordan đã cho phép các fedayeen rời đến Liban qua Syria. Những chiến binh này trở thành những chiến binh của Nội chiến Liban vào năm 1975. Tổ chức Tháng Chín Đen được thành lập trong cuộc xung đột. Tổ chức này đã tuyên bố nhận trách nhiệm trong vụ ám sát Thủ tướng Jordan Wasfi Al-Tal vào năm 1971 và công khai gây ra vụ thảm sát Munich năm 1972 đối với các vận động viên người Israel.